# Domsby

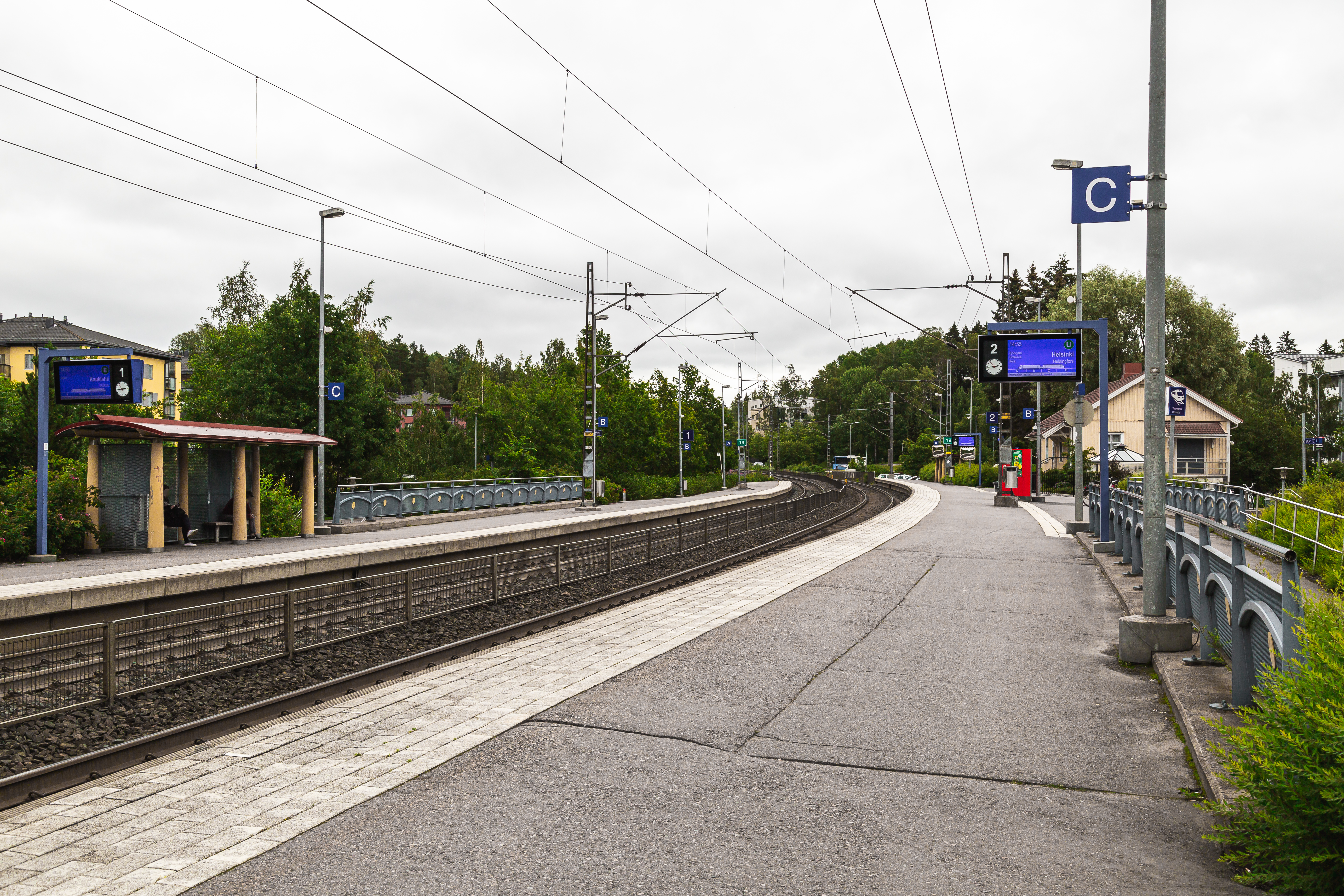
Domsby station

Domsby [do:ms-] (fi. Tuomarila) är ett bostadsområde med järnvägsstation i Esbo stad och utgör en del av stadsdelen Esbo centrum.
Domsby domineras av småhus och radhus. Nära stationen har det på 2000-talet byggts höghus. Järnvägsstationen togs i bruk år 1931 och stationsbyggnaden år 1936.